# Joseph-Amand Passerat
Pour les articles homonymes, voir Passerat.
Joseph-Amand Passerat, né le 30 avril 1772 à Joinville (Haute-Marne, France) et mort le 30 octobre 1858 à Tournai (Belgique), est un prêtre rédemptoriste français. Disciple de saint Clément-Marie Hofbauer, il lui succède en tant que vicaire général des Rédemptoristes en dehors de l'Italie, de 1820 à 1848. Dès 1893, il est nommé comme serviteur de Dieu, et en 1980 confirmé comme vénérable par le pape Jean-Paul II.

## Biographie

### Formation
Joseph-Amand Passerat naît dans une famille très pieuse du diocèse de Châlons-sur-Marne. En guise de scolarité, le jeune Joseph fréquente l'abbaye Saint-Urbain, puis entre au séminaire à l'âge de seize ans. Après les humanités, il étudie la théologie et la philosophie à la Sorbonne. Mais la Révolution française éclate et Joseph est de la levée de 1792. Toutefois, il refuse rapidement de combattre au nom de la Révolution et choisit l'émigration. Il rencontre alors un autre séminariste avec qui il entre au séminaire de Namur, en Belgique. Mais l'armée révolutionnaire envahit la Belgique. Les deux séminaristes fuient alors vers Liège. Son compagnon abandonne mais Joseph continue. Il part en Allemagne et s'arrête à Trèves puis à Munster, où il s'aperçoit que l'on y enseigne des thèses bafouant l'autorité du pape. Il repart donc pour Augsbourg, où il entre au séminaire tenu par d'anciens jésuites et y termine ses études.  

### Travail chez les rédemptoristes
En 1796, sans doute menacé par l'avancée de l'Armée française, il se rend à Varsovie avec trois autres séminaristes. Il y rencontre saint Clément-Marie Hofbauer, vicaire général des Rédemptoristes en dehors de l'Italie. Avec ses compagnons, il demande à entrer dans la congrégation du Très Saint Rédempteur et, après un court noviciat, tous prennent l'habit religieux le 13 novembre 1793. Ordonné prêtre le 15 avril 1794, il devient professeur de théologie et de morale, puis maître des novices. En 1803, saint Clément-Marie fonde Jestetten et Triberg en Allemagne. Le 17 juin 1803, le Père Passerat est envoyé diriger ces deux communautés. Mais en 1805, victime de désaccords avec le vicaire général de la région, il change de diocèse et trouve refuge à Babenhausen avec ses vingt-cinq religieux.
En 1806, après la bataille d'Austerlitz, les Rédemptoristes sont chassés d'Allemagne et se réfugient à Coire, en Suisse. Contraints de partir à nouveau en 1807, ils trouvent refuge à Viège, dans le Haut-Valais. Une nouvelle fois, en 1810, ils doivent fuir et trouvent asile dans le canton de Fribourg, d’abord à Farvagny puis au monastère de la Valsainte en 1818. Enfin, le 2 août 1820, le père Passerat inaugure le couvent du Bischenberg.

### Vicariat général
Le 15 mars 1820, le père Clément-Marie mourut et le père Passerat fut nommé vicaire général pour les régions hors de l'Italie. Il prit alors en mains la formation des jeunes à Vienne, en Autriche et envoya des Rédemptoristes aux États-Unis dès 1832. Aidé d'Eugénie Dijon, il fonda également un monastère de Rédemptoristines à Vienne, en 1831. 
Enfin, après la Révolution française de 1848, il démissionna et s'installa en Belgique et devint aumônier des Rédemptoristines de Bruges, issues du monastère de Vienne. À partir de 1850 il résida à Tournai, au couvent des pères rédemptoristes, entouré de la vénération de ses frères. Il y mourut le 30 octobre 1858. Après des funérailles grandioses en la cathédrale de Tournai, il fut enseveli (provisoirement) dans le caveau de la famille de Robiano en leur domaine de Rumillies et ensuite dans l'église du couvent des rédemptoristes à Tournai. Ses reliques furent découvertes lors de fouilles à la suite du déclassement de cette église et ont été translatées en 2002 à Bischoffsheim, en la Chapelle du couvent du Bischenberg.